# كأس العالم للسيدات تحت 17 سنة لكرة القدم 2014
كأس العالم للسيدات تحت 17 سنة 2014 هي النسخة الرابعة من مسابقة كرة قدم للسيدات وسوف تجرى في كوستاريكا. اقيمت البطولة ربيع عام 2014 واستضاف ملعب استاديو ناسيونال دي كوستاريكا المباراة النهائية التي جمعت منتخبيّ اليابان وإسبانيا وحقق المنتخب الياباني كأس البطولة .

## العروض
تم تقديم 6 عروض رسمية.
- كوستاريكا
- غانا
- مقدونيا
- روسيا
- الإمارات العربية المتحدة
- أوزبكستان

اختيرت كوستاريكا لتنظيم البطولة.

## الفرق المتأهلة
| الاتحاد القاري                               | مسابقة التأهل                                       | التصفيات  |
| -------------------------------------------- | --------------------------------------------------- | --------- |
| آي.إف.سي (آسيا)                              | بطولة آسيا للسيدات تحت 16 سنة 2013                  |           |
| كاف (أفريقيا)                                | كأس الأمم الأفريقية للسيدات تحت 17 سنة 2014         |           |
| كونكاكاف (أمريكا الشمالية، الوسطى والكاريبي) | بطولة الكونكاكاف للسيدات تحت 17 سنة 2014            |           |
| كونميبول (أمريكا الجنوبية)                   | بطولة أمريكا الجنوبية للسيدات تحت 17 سنة 2014       |           |
| OFC (أوقياوسيا)                              | مسابقة أوقيانوسيا التأهيلية للسيدات تحت 17 سنة 2014 |           |
| يويفا (أوروبا)                               | بطولة أوروبا للسيدات تحت 17 سنة 2014                |           |
| البلد المضيف                                 | البلد المضيف                                        | كوستاريكا |

## وصلات خارجية
- الموقع الرسمي نسخة محفوظة 16 أكتوبر 2015 على موقع واي باك مشين.